# Editorial Renacimiento
La editorial Renacimiento es una empresa española dedicada a la publicación de libros desde 1981. Inicialmente dedicada a la poesía, publicó también una revista literaria entre 1988 y 2010.

## Historia
Activa desde 1977 en el círculo del librero sevillano Abelardo Linares, se fundó como sello editorial especializado en poesía en 1981, publicando a autores ya consagrados como Rafael Alberti, Aquilino Duque, Rafael Montesinos, Francisco Brines, Vicente Núñez. A partir de la década de 1980 comenzó a incluir a jóvenes poetas que luego tendrían eco en la llamada poesía española contemporánea, así por ejemplo, Felipe Benítez Reyes, Luis Alberto de Cuenca, Miguel d'Ors, Carlos Marzal, Jon Juaristi, Juan Lamillar, Antonio Carvajal, José Julio Cabanillas, Víctor Botas, Javier Salvago, Karmelo Iribarren, Amalia Bautista, Pedro Sevilla, entre otros muchos.
A partir del año 2000, y tras un número monográfico de la mencionada revista homónima dedicado a Las literaturas del exilio republicano de 1939, Renacimiento amplió su línea editorial añadiendo a los libros de poesía, otros de teatro, historia, narrativa, ensayo, facsímiles, biografías y memorias). Entrado el siglo xxi reúne un catálogo de más de 800 títulos.

### Espuela de plata
Como sello editorial complementario y dando cuerpo al Grupo Editorial Renacimiento, en 1999 se creó Ediciones Espuela de Plata para autores hispanoamericanos y universales, que en 2003, fue reconocida por el Ministerio de Cultura con el Premio Nacional a la Mejor Labor Editorial Cultural.